# Teorías del aprendizaje
Las teorías del aprendizaje pretenden describir aquellos procesos mediante los cuales tanto los seres humanos, como los animales aprenden. Numerosos psicólogos y pedagogos han aportado amplias teorías en la materia.
Las diversas teorías ayudan a comprender, predecir y controlar el comportamiento humano, elaborando a su vez estrategias de aprendizaje y tratando de explicar cómo los sujetos acceden al conocimiento. Su objeto de estudio se centra en la adquisición de destrezas y razonamiento a una lengua. 

## Criterio
Consiste en que el aprendizaje implica un cambio en la conducta o en la capacidad de conducirse. La gente aprende cuando adquiere la capacidad para hacer algo de manera diferente. Al mismo tiempo, es importante recordar que el aprendizaje es inferencial. El aprendizaje se evalúa sobre la base de lo que la gente dice, escribe y realiza.
El estudio de las teorías del aprendizaje, por una parte, nos proporcionan un vocabulario y un armazón conceptual para interpretar diversos casos de aprendizaje. Por otra parte, nos sugieren dónde buscar soluciones para los problemas prácticos; aunque ellas no nos dan soluciones, pero dirigen nuestra atención hacia ciertas variables que son fundamentales para encontrar la solución. (De la Mora, 1979)
Casi todas las teorías tienen un sustento filosófico-psicológico, han podido ser adaptadas, para lograr imitar sus tendencias en el campo pedagógico, pudiendo así trasladarlas al aula, y poniéndolas en práctica. (Baggini, 2008).
Según Lakatos (1978), una teoría es mejor que otra cuando reúne estas condiciones:
- Logra una disminución de contenido empírico con respecto a la teoría anterior, es decir, predice hechos que aquella no predecía.

- Explica con el mismo o mayor éxito todo aquello que la teoría anterior explicaba.

- Logra corroborar empíricamente, al menos, una parte de su exceso de contenido.

Según De la Mora (1979) las funciones de las teorías del aprendizaje son:
- Realizar un análisis más profundo sobre algunos de los aspectos de aprendizaje dignos de ser investigados.

- Resumir una gran cantidad de conocimientos acerca de las leyes del aprendizaje en un espacio relativamente corto.

- Explicar en forma creativa “qué” es el aprendizaje y “por qué” actúa como lo hace. Busca proporcionar una comprensión básica sobre el aprendizaje.

Por consiguiente, lo que caracteriza una buena teoría en la terminología es su capacidad para predecir e incorporar nuevos hechos; frente a aquellas otras teorías que se limitan a explorar lo ya conocido. Un programa puede ser progresivo teóricamente cuando realiza predicciones nuevas aunque no sean corroboradas o empíricamente cuando corrobora a alguna de las predicciones. Un programa progresivo puede dejar de serlo cuando agota su capacidad predictiva y se muestra incapaz de extenderse hacia nuevos dominios si logra hacer nuevas predicciones parcialmente corroboradas.
Lakatos (1978) piensa que una nueva teoría se impondrá sobre otra vigente, cuando además de explicar todos los hechos relevantes que esta explicaba, se enfrente con éxito a algunas de las anomalías de las que la teoría anterior no podrá darse cuenta.
Las teorías del aprendizaje conforman un variado conjunto de marcos teóricos que a menudo comparten aspectos y cuestiones o incluso, suponen postulados absolutamente contradictorios.

## Evolución
Los estudios sobre las teorías del aprendizaje no han tenido un desarrollo igual al del aprendizaje. Tanto el término aprendizaje como el de teoría resultan complejos de definir, de ahí que no coincidan los autores en las definiciones de aprendizaje ni en las teorías.
Inicialmente no existía preocupación por elaborar teorías sobre el aprendizaje.
Hacia 1940 surge una preocupación teórica caracterizada por el esfuerzo en construir aplicaciones sistemáticas que dieran unidad a los fenómenos del aprendizaje y así empezaron a aparecer sistemas y teorías del aprendizaje, aunque el término teoría fue empleado con poco rigor.
A comienzos de la década 1950-1960 surge un cambio en los estudios sobre las teorías del aprendizaje, ante el hecho de que gran parte de los sistemas de la etapa anterior no cumplían una de las funciones de toda la teoría, como es la de totalizar y concluir leyes.
Con el fin de ofrecer una base empírica sólida los estudios actuales sobre el aprendizaje se centran, más que en elaborar teorías, en lograr descripciones detalladas de la conducta en situaciones concretas.

## Constructivismo
El constructivismo es una actitud docente que se refiere a la permanente intención del maestro dirigida a que el alumno aprenda nada de nada. No hay en sí ninguna teoría que explique claramente a los profesores qué hacer con alumnos desmotivados, con poco rendimiento y que sus evaluaciones son pobres o, en otras ocasiones, presentan un ritmo de trabajo acelerado. El único que puede resolver la situación interna del aula es el maestro al contar con una gran cantidad de estrategias, producto de diversas teorías, lo que da un enorme estatus como integrador o articulador dinámico de esta compleja realidad.
El maestro que se comporta de forma constructiva en el aula cuenta con tres características muy importantes:
- Se centra en el aprendizaje porque es un creador de condiciones propicias para que el alumno aprenda.
- Vincula los temas o contenidos del programa a las necesidades, intereses o experiencias cercanas al alumno.
- Logra que el alumno disfrute el aprendizaje y se vuelva autodidacta.

El concepto constructivismo está alimentado por varios paradigmas, los cuales son conocidos como las teorías clásicas del aprendizaje, en las que se considera al alumno como responsable de construir aprendizaje y al profesor como al que coloca al andamiaje, da la guía o la orientación para que esto suceda.

### Teoría del conductismo
El conductismo es una corriente de la psicología cuyo padre es considerado John Broadus Watson. Consiste en usar procedimientos experimentales para analizar la conducta, concretamente los comportamientos observables, y niega toda posibilidad de utilizar los métodos subjetivos como la introspección. Se basa en el hecho de que ante un estímulo suceda una respuesta, el organismo reacciona ante un estímulo del medio ambiente y emite una respuesta. Esta corriente considera como único medio de estudio la observación externa debido a que se realizaba en laboratorios, buscando aislar variables para obtener la conducta deseada, consolidando así una psicología científica.
El conductismo tiene su origen en el socialismo inglés, el funcionalismo estadounidense y en la teoría de la evolución de Charles Darwin, ya que estas corrientes se fijan en la concepción del individuo como un organismo que se adapta al medio (o ambiente).

#### Historia y evolución
El conductismo como disciplina científica aplicada a la comprensión y tratamiento de los problemas psicológicos se ubica a comienzos del siglo XX. Como ya hemos dicho, Watson fue el primero que trabajó con el conductismo. En aquellos tiempos, el estudio se centraba en los fenómenos psíquicos internos mediante la introspección, método muy subjetivo. Pero Watson no se fiaba de estos estudios puesto que pensaba que esta materia no podía ser objeto de estudio debido a que no eran observables. Este enfoque estaba muy influido por las investigaciones de los fisiólogos rusos Iván Pávlov y Vladímir Béjterev sobre el condicionamiento animal. Pávlov, consideraba que los actos de la vida no eran más que reflejos, y Béjterev se interesaba especialmente por los reflejos musculares.
Podemos distinguir dos aspectos en el conductismo de Watson:
- El conductismo metafísico: sostenía que la mente no existe y que toda actividad humana, más pensamientos y emociones, se pueden explicar a través de movimientos musculares o secreciones glandulares.

- Por otra parte, Watson negaba el papel de la herencia como el factor que determina el comportamiento ya que consideraba que la conducta se adquiere casi exclusivamente mediante el aprendizaje.

Watson propuso un método para el análisis y modificación de la conducta, ya que para él, el único objeto de estudio válido para la psicología era la conducta observable, por eso únicamente utilizó procedimientos objetivos como las ciencias naturales, para el estudio de los comportamientos humanos. De esta manera, sentó las bases de lo que hoy conocemos como «conductismo metodológico». Actualmente el conductismo no se limita al estudio de fenómenos observables sino que también incluye sucesos internos (pensamientos, imágenes), se mantiene la relación de las teorías de la conducta con el enfoque experimental.
A partir de la década de 1930 se desarrolló en Estados Unidos el «condicionamiento operante», como resultado de los trabajos realizados por B. F. Skinner y colaboradores. Este enfoque es semejante al de Watson, según el cual debe estudiarse el comportamiento observable de los individuos en interacción con el medio que les rodea. Skinner, sin embargo, se diferencia de Watson en que los fenómenos internos, como los sentimientos, debían excluirse del estudio, sosteniendo que debían estudiarse por los métodos científicos habituales y dando más importancia a los experimentos controlados tanto con animales como con seres humanos. Sus investigaciones con animales, centradas en el tipo de aprendizaje (condicionamiento operante o instrumental) que ocurre como consecuencia de un estímulo provocado por la conducta del individuo, probaron que los comportamientos más complejos como el lenguaje o la resolución de problemas, podían estudiarse científicamente a partir de su relación con las consecuencias que tiene para el sujeto.
En la década de 1950 surgen en distintos lugares y como resultado del trabajo de investigadores independientes, corrientes de pensamiento que luego confluirán. Una de ellas, mediante «las neurosis experimentales», se estableció el importante principio de la inhibición recíproca.
A partir de los años sesenta, se desarrolla el «aprendizaje imitativo» u observacional que estudia bajo qué condiciones se adquieren, o desaparecen, comportamientos mediante el proceso de imitación: el individuo aparece como un mediador entre el estímulo y la respuesta.
Los siguientes puntos describen algunas de las características de maestros centrados en el conductismo:
- Espera que el alumno cumpla con todos los trabajos, tareas y ejercicios.
- Todos los estudiantes deben estar debidamente sentados, callados y poniendo atención hacia el maestro.
- Los trabajos en equipo son escasos.
- Las actividades autónomas prácticamente no existen.
- El maestro permanece al frente y difícilmente monitorea a sus alumnos de cerca.
- Todos los alumnos hacen lo mismo al mismo tiempo.[4]

### Teoría de la Gestalt
En la teoría de la Gestalt el maestro trata de estimular a los alumnos de alguna u otra manera al hacer un chiste, trabajar en equipo, cambiar de actividad, sensibilizándose con su estado de ánimo para que los alumnos respondan de manera positiva a algún estímulo. Esta teoría considera que el ser humano responde al estímulo a través de su percepción.
Los siguientes puntos describen algunas de las características de maestros centrados en la teoría de la Gestalt:
- Utiliza materiales visuales que puede colocar en el pizarrón.
- Planea sus clases con actividades dinámicas, por ejemplo trabajo en equipo, exposición de clase, etcétera, sin que esto aumente en gran medida el nivel de aprendizaje de los alumnos.
- Utiliza películas o grabaciones acordes a los temas que se están dando en clase, con poco resultado en los alumnos.[5]

Representantes: Kurt Koffka, Wolfgang Köhler, Max Wertheimer, Abraham Maslow y Carl Rogers.

### Teoría de la conciencia
La teoría de la conciencia es la postura de la conciencia humana en donde se valoran procesos tales como la motivación, las emociones, los sentimientos, etc. Y por otro lado se relaciona con el nivel de conciencia y el manejo de las emociones, intuición, la forma de expresarse o el considerar la edad del individuo.
Los siguientes puntos describen algunas de las características de maestros centrados en la teoría de la conciencia:
- Planear las clases de acuerdo con la personalidad y el carácter de cada uno de sus alumnos.
- Tomar en cuenta el estado emocional de los alumnos al impartir la clase y modificar lo necesario para adaptarse.
- Observar a los alumnos tomando en cuenta situaciones familiares trascendentes para ellos.
- Fijar objetivos de manejo emocional para las sesiones de clase.
- Entender sus propios sentimientos y conducir a los alumnos a conocer, expresar y entender lo que sienten.[6]

### Teorías cognitivas
Las teorías cognitivas se focalizan en el estudio de los procesos internos que conducen al aprendizaje. Se interesa por los fenómenos y procesos internos que ocurren en el individuo cuando aprende, cómo ingresa la información a aprender, cómo se transforma en el individuo, considera al aprendizaje como un proceso en el cual cambian las estructuras cognoscitivas, debido a su interacción con los factores del medio ambiente.
Estas teorías, pueden a su vez clasificarse en:

#### Psicología genético-cognitiva
No es propiamente una teoría sobre el aprendizaje, ya que no llega a dar cuenta de los procesos que utilizan los sujetos en la resolución de tareas, pero influye en muchos de los modelos instructivos de inspiración cognitiva, debido sobre todo a su modo personal de entender la inteligencia, centrado en el análisis que hace de la evolución de las estructuras cognitivas a lo largo del desarrollo del niño y al papel activo que otorga al alumno en la construcción del conocimiento.
Siendo sus representantes Jean Piaget, Jerome Bruner, David Ausubel, Bärbel Inhelder.

#### Psicología genético-dialéctica
Ésta es la idea de un proceso que involucra tanto al que enseña como a quien aprende no se refiere necesariamente a las situaciones en las que hay un educador físicamente presente. La presencia de un otro social puede manifestarse por medio de los objetos, de la organización del ambiente, de los significados que impregnan los elementos del mundo cultural que rodea al individuo.
Representantes: Vigotsky, Luria, Leontiev, Rubinstein, Wallon.

#### Teoría del procesamiento de información
Se está consolidando un nuevo enfoque conocido como “psicología cognitiva” cuya representación más clara es el “procesamiento de la información”, basada en una analogía entre el funcionamiento de la mente humana y los computadores digitales. Este cambio de orientación afecta a la mayor parte de los campos de investigación en psicología (memoria, atención, inteligencia etc., alcanzando incluso al estudio de la interacción social y de la emoción)
Representantes: Robert M. Gagné, Allen Newell, Herbert Alexander Simon, Mayer, Pascual, Leon Festinger.
1) El Constructivismo: en realidad cubre un espectro amplio de teorías acerca de la cognición que se fundamentan en que el conocimiento existe en la mente como representación interna de una realidad externa.
Jean Piaget considera que las estructuras del pensamiento se construyen, ya que nada está dado al comienzo.
Piaget denominó a su teoría “constructivismo genético” en la cual explica el desarrollo de los conocimientos en el niño como un proceso de desarrollo de los mecanismos intelectuales. Esto ocurre en una serie de etapas, que se definen por el orden constante de sucesión y por la jerarquía de estructuras intelectuales que responden a un modo integrador de evolución.
Las etapas son las siguientes:

#### Etapa de pensamiento sensorio-motora: de 0 a 2 años aproximadamente
Comienza con el nacimiento, los elementos iniciales son los reflejos del neonato, los cuales se van transformando en una complicada estructura de esquemas que permiten que se efectúen intercambios del sujeto con la realidad, que proporcionan que el niño realice una diferenciación entre el “yo” y el mundo de los objetos.
Esta etapa fue dividida por Piaget en seis subestadios:
- subestadio 1: La construcción del conocimiento comienza con el ejercicio de los reflejos innatos (de 0 a 1 mes).
- subestadio 2: Desarrollo de los esquemas por el ejercicio y la coordinación (de 1 a 4 meses).
- subestadio 3: El descubrimiento de procesamientos (de 4 a 8 meses).
- subestadio 4: La conducta intencional (de 8 a 12 meses).
- subestadio 5: La exploración de nuevos medios (de 12 a 18 meses).
- subestadio 6: La representación mental (de 18 a 24 meses).

#### Etapa del pensamiento preoperatorio: de 2 a 7 años aproximadamente
Se presenta con el surgimiento de la función simbólica en la cual el niño, comienza a hacer uso de pensamientos sobre hechos u objetos no perceptibles en ese momento.

#### Etapa de operaciones concretas: de 7 a 12 años aproximadamente
Se inicia cuando el niño se encuentra en posibilidad de utilizar intuiciones. Las operaciones son concretas ya que atañen directamente a objetos concretos, y se considera una etapa de transición entre la acción directa y las estructuras lógicas más generales que aparecen en el periodo siguiente.

#### Etapa de las operaciones formales: de 12 a 15 años aproximadamente
Se caracteriza por la elaboración de hipótesis y el razonamiento sobre las proposiciones sin tener presentes los objetos. Esta estructura del pensamiento se construye en la preadolescencia y es cuando empieza a combinar objetos sistemáticamente.
En torno al concepto de enseñanza, para los piagetianos hay dos tópicos complementarios: la actividad espontánea del niño y la enseñanza indirecta.
2) Otras de las teorías educativas cognitivistas es el Conexionísmo. El conexionismo es fruto de la investigación en inteligencia artificial, neurología e informática para la creación de un modelo de los procesos neuronales. La mente es una máquina natural con una estructura de red donde el conocimiento se encuentra en formas de patrones y relaciones entre neuronas y que se construyen a través de la experiencia.
3) Otra teoría derivada del cognitivismo es el postmodernismo. Para el postmodernismo, el pensamiento es una actividad interpretativa, más que la cuestión de crear una representación interna de la realidad o de representar el mundo externo lo que se postula es como se interpretan las interacciones con el mundo de forma que tenga significado.
Los siguientes puntos describen algunas de las características de maestros centrados en la teoría cognitiva:
- A la pregunta de un alumno o alumna, el maestro no da respuestas, contesta con otra pregunta que ayude al alumno a encontrar lo que busca dentro de sí.
- El maestro siempre planea sus clases con objetivos claros que le ayuden a formular intenciones de aprendizaje para los alumnos en cada momento.
- El maestro diseña, para una sola clase, diferentes estrategias que permitan a los alumnos trabajar a distintos ritmos.
- El profesor presenta situaciones para que los alumnos puedan deducir el conocimiento, no dicta la clase y propicia que los alumnos formulen hipótesis sin temor a equivocarse.
- No se dictan definiciones, se deducen de forma colectiva y posteriormente cada uno las anota con sus palabras en su cuaderno de notas. El maestro monitorea que las definiciones tengan todos los elementos encontrados por el grupo.[7]

## Tipos de aprendizaje
- Aprendizaje por descubrimiento: Consiste en la adquisición de conceptos, principios o contenidos a través de un método de búsqueda activa, sin una información inicial sistematizada del contenido de aprendizaje.
- Aprendizaje por ensayo y error: Proceso de aprendizaje en el cual el sujeto enfrentado a una nueva situación, no sabe cuál es la respuesta correcta y comienza emitiendo una variada gama de ellas, hasta que casualmente ejecuta la respuesta correcta, tras la cual recibe un reforzamiento positivo.
- Aprendizaje Innovador: Supone, la capacidad de control de los acontecimientos que dirigen el rumbo de una sociedad. Los rasgos básicos de este aprendizaje son la participación y la anticipación.
- Aprendizaje latente: Aprendizaje que tiene lugar en ausencia de reforzamiento o recompensa y que solo se manifiesta en la conducta o actuación de lo contrario permanece latente cuando aparece el reforzamiento
- Aprendizaje lector: Intervienen diversas variables; por un lado, las que caracterizan al mismo proceso lector; por otra, una serie de aptitudes en él implicadas que el niño ha de poseer antes de iniciar el aprendizaje.
- Aprendizaje de mantenimiento: Este aprendizaje se define como la adquisición de criterios, métodos y reglas fijas para hacer frente a situaciones conocidas y recurrentes. Estimula la capacidad de resolver problemas en el supuesto de problemas ya vividos.
- Aprendizaje social: El término de aprendizaje social ha sido empleado globalmente en la psicología contemporánea de dos maneras diferentes, en virtud de la extensión del concepto y de su vinculación a sistemas teóricos determinados. Para muchos autores, por aprendizaje social se entiende un conjunto de aprendizajes que hacen referencia a conductas específicas y directamente ligadas a la vida social, como hábitos sociales, actitudes, valores. Se trata de un uso genérico que no se señala procesos concretos, sino el ámbito en que se dan.
- Aprendizaje vicario: Aprendizaje que se obtienen por la observación de la conducta, consecuencias y procesos de un modelo. Se fundamenta en los procesos imitativos complejos (integra dimensiones cognitivas y afectivas). La identificación del sujeto que aprende con el modelo y las recompensas que éste recibe como consecuencia de su conducta son aspectos esenciales en el aprendizaje vicario.
- Aprendizaje continuo vertical: Tipo de aprendizaje realizado por el alumno, son los procesos mediante los que codifica, transforma y retiene la información. Va del aprendizaje meramente memorístico o repetitivo (un número de teléfono) al aprendizaje plenamente significativo.
- Aprendizaje significativo: El aprendizaje significativo es, según el teórico estadounidense David Ausubel, un tipo de aprendizaje en que un estudiante asocia la información nueva con la que ya posee; reajustando y reconstruyendo ambas informaciones en este proceso.

## Tecnologías de la Información y la Comunicación (TIC) Teorías del aprendizaje
Las Tecnologías de la información y la comunicación (TIC) conllevan transformaciones y reestructuraciones que dan lugar a creación e intercambio del conocimiento así como nuevas formas de adquirir, abordar y organizar el proceso de formación. Se presentan diferentes escenarios formativos, teorías clásicas del aprendizaje (conductismo, cognitivismo y constructivismo) y su relación con las TIC para, posteriormente, realizar una profundización en la teoría conectivista, y en otras que, bajo la denominación de rizomático, autorregulada y ubicua, permiten establecer algunos de los principios fundamentales sobre cómo se genera el aprendizaje, siempre teniendo en cuenta la incorporación de las TIC en dichos procesos formativos.

## Situación actual de las teorías del aprendizaje
- Teorías asociativas, asociacionistas o del condicionamiento: Están basadas en el esquema estímulo-respuesta y refuerzo-contigüidad.
- Teoría funcionalista: Conciben el aprendizaje como el proceso adaptativo del organismo al medio mediante una serie de actividades psíquicas o funciones dinámicas.
- Teorías estructuralistas: Explican el aprendizaje como una cadena de procesos interrelacionados dirigidos a las formaciones de estructuras mentales.
- Teorías psicoanalíticas: Basadas en la psicología freudiana, han influido en las teorías del aprendizaje elaboradas por algunos conductistas como la teoría de las presiones innatas.
- Teorías no directivas: Centran el aprendizaje en el propio yo, y en las experiencias que el individuo posee.
- Teorías matemáticas, estocásticas: Se basan fundamentalmente en la utilización de la estadística para el análisis de los diferentes estímulos (principalmente sociales) que intervienen en el aprendizaje. Son muy numerosos los estudios en este campo.
- Teorías centradas en los fenómenos o en áreas y clases particulares de comportamiento, tales como curiosidades, refuerzo, castigo, procesos verbales, etc.: Esta tendencia junto a las matemáticas ha adquirido un gran impulso en la actualidad.
- Teoría conductista o behaviorista: Interpretan la conducta humana sobre la base de la psicología animal

## Autores más destacados en el tema

### Jean Piaget
La teoría de Piaget (1896-1980) trata en primer lugar los esquemas. Al principio los esquemas son comportamientos reflejos, pero posteriormente incluyen opiniones acerca del contexto social del aprendizaje tienen un impacto importante en las actuales prácticas educativas..

#### Trabajo
En sus trabajos, Piaget distinguió cuatro estados del desarrollo cognitivo del niño, relacionados con actividades del conocimiento.
Piaget hizo hincapié en comprender el desarrollo intelectual del ser humano. Sus estudios prácticos los realizó con niños en las diferentes etapas de desarrollo.
Para Piaget el desarrollo intelectual es un proceso de reestructuración del conocimiento:
El proceso comienza con una forma de pensar propia de un nivel.
Algún cambio externo en la forma ordinaria de pensar crea conflicto y desequilibrio.
La persona resuelve el conflicto mediante su propia actividad intelectual siendo este un desequilibro intelectual.
De todo esto resulta una nueva forma de pensar y estructurar las cosas, un estado de nuevo equilibrio.

#### Obras
Entre sus obras, destacan:
El pensamiento y el lenguaje del niño (1926), Juicio y razonamiento en el niño (1928), El nacimiento de la inteligencia en el niño (1954), Seis estudios de psicología (1964), Biología y conocimiento (1967) y Psicología y pedagogía (1970).
Los trabajos de Piaget acerca del desarrollo cognoscitivo del niño fueron los más conocidos y reconocidos en su época, su teoría dejó muchas inquietudes que servirían después a otras propuestas acerca del desarrollo cognitivo.

### Lev Vygotsky
Las ideas de Vygotski (1896-1934) no coincidían con las principales teorías psicológicas europeas, que eran conductistas y las suyas eran reaccionologistas. En los últimos 20 años, ha aumentado la circulación y las traducciones de los textos de Vigotsky y estos han tenido un profundo impacto en los campos de la Educación, Lingüística y la Pedagogía.
Mientras Piaget decía que los niños dan sentido a las cosas principalmente a través de sus acciones en su entorno, Vigotsky destacó el valor de la cultura y el contexto social, que veía crecer el niño a la hora de hacerles de guía y ayudarles en el proceso de aprendizaje.
Su teoría defendió siempre el papel de la cultura en el desarrollo de los procesos mentales superiores. La teoría de Vygotsky subraya las relaciones entre el individuo y la sociedad.
Vygotsky consideraba que el estudio de la psicología era el estudio de los procesos cambiantes, ya que cuando las personas responden a las situaciones, las alteran. Una de sus mayores críticas de la teoría de Piaget es que el psicólogo suizo no daba bastante importancia a la influencia del entorno en el desarrollo del niño. Se consideraba a Vygotsky uno de los primeros críticos de la teoría del desarrollo cognitivo de Piaget.
Las investigaciones y escritos de Vygotsky se centran en el pensamiento, el lenguaje, la memoria y el juego. Al final de sus días trabajó sobre problemas educativos.
La obra de Vygotsky constituye un ejemplo excepcional entre las más influyentes corrientes actuales de la psicología del desarrollo cognoscitivo de los niños, en primer lugar porque su obra permaneció virtualmente ignorada en Occidente hasta la década de los 60, la influencia en los Estados Unidos no llegó bastante después de su muerte, en 1962.
La teoría de Vygotsky se demuestra en aquellas aulas donde se favorece la interacción social, donde los profesores hablan con los niños y utilizan el lenguaje para expresar aquello que aprenden, donde se anima a los niños para que se expresen oralmente y por escrito y en aquellas clases donde se favorece y se valora el diálogo entre los miembros del grupo.

#### Trabajo
Según Hernández Rojas (2006), para Vigostky existen dos tipos de funciones psicológicas, las primeras son las funciones elementales son innatas, las que tenemos cuando nacemos, por ejemplo las de supervivencia (el hambre, la seguridad, la protección del clima, el caminar) en segundo lugar están las funciones superiores que se forman a partir de la convivencia con los demás, se determinan conforme a la sociedad (como la atención, lenguaje, clasificación y seguimiento de instrucciones).  El lenguaje da la construcción cognitiva (habla, pensamiento). Los procesos psicológicos superiores pueden ser únicamente adquiridos a través de la interacción con otros.
Mediante la internalización el individuo se apropia de las herramientas culturales. La internalización consiste en la reconstrucción interna de una operación externa, proceso que se lleva a cabo mediante las siguientes transformaciones (Hernández Rojas, 2006):
- Una operación que inicialmente representa una actividad externa, se reconstruye y comienza a suceder internamente.
- Un proceso interpersonal queda transformado en otro intrapersonal.
- La transformación de un proceso interpersonal en uno intrapersonal es el resultado de una serie de sucesos evolutivos. El proceso, aun siendo transformado, continúa existiendo y cambia como una forma de actividad durante cierto tiempo antes de internalizarse definitivamente.
En la teoría sociocultural de Vigotsky se conceptualiza la zona de desarrollo próximo, la cual hace referencia a la distancia entre el nivel real de desarrollo, determinado por la capacidad de resolver independientemente un problema y el nivel de desarrollo potencias, determinado a través de la resolución de un problema bajo la guía de un adulto o en colaboración con otro compañero más capaz.
Además, Murphy, Scantlebury y Milne (2015) retoman a Meira y Lerman quienes abordan la zona de desarrollo próximo donde enfatizan en la interacción entre los actores o el espacio simbólico para interactuar y comunicarse, donde el aprendizaje guía al desarrollo de las funciones superiores como son la reflexión, atención, memoria lógica y formación de conceptos.

#### Obras
En 1978 se tradujeron y publicaron sus ensayos, “la mente en la sociedad”, y apareció en lengua inglesa la edición de seis volúmenes de su obra completa.
Vygotsky tuvo un papel muy importante en la psicología, su teoría del desarrollo infantil señala la importancia de las relaciones entre el individuo y la sociedad. Su trabajo fue reconocido hasta años después de su muerte. Sus opiniones acerca del contexto social del aprendizaje tienen un impacto importante en las actuales prácticas educativas.

### Frederic Skinner
Skinner basaba su teoría en el análisis de las conductas observables. Dividió el proceso de aprendizaje en respuestas operantes y estímulos reforzantes, lo que condujo al desarrollo de técnicas de modificación de conducta en el aula. Trato la conducta en términos de reforzantes positivos (recompensa) contra reforzantes negativos (castigo). Los positivos añaden algo a la situación existente, los negativos apartan algo de una situación determinada. En los experimentos con los dos tipos de reforzantes las respuestas se incrementaban.
Inventó la caja que lleva su nombre, siendo estudiante en Harvard; creó la primera de estas cajas para facilitar el estudio de la conducta de alimentación de las ratas.
Desarrolló sus principios de análisis de la conducta y sostuvo que era indispensable una tecnología de cambio de conducta. Atacó el uso del castigo para cambiar la conducta y sugirió que el uso de recompensas era más atractivo desde el punto de vista social y pedagógicamente más eficaz.
Skinner adoptó las máquinas de Pressey con algunas modificaciones para que no estuvieran restringidas a la selección de respuestas alternativas y aseguró que el refuerzo intermitente y frecuentemente de respuestas correctas era la causa de la alteración de la conducta. Por este motivo, organizó la instrucción en pequeñas unidades llamadas marcos.
Después de cada marco que presentaba información al estudiante se le pedía que diera una respuesta a una pregunta que se comparaba con la respuesta correcta. Si coincidían se daba un refuerzo. En vista de que los errores no generaban refuerzos se trataban de evitar, lo cual se lograba haciendo que los marcos fueran muy cercanos entre sí.
El sistema de Skinner era completamente basado en el condicionamiento operante. El organismo está en proceso de “operar” sobre el ambiente, lo que en términos populares significa que está irrumpiendo constantemente; haciendo lo que hace. Durante este operar, el organismo se encuentra con un determinado tipo de estímulos, llamado estímulo reforzador, o simplemente reforzador. Este estímulo especial tiene el efecto de incrementar el operante (esto es; el comportamiento que ocurre inmediatamente después del reforzador). Esto es el condicionamiento operante: el comportamiento es seguido de una consecuencia, y la naturaleza de la consecuencia modifica la tendencia del organismo a repetir el comportamiento en el futuro.(Gautier 1971)

#### Obras
The Behavior of Organisms (1938); Walden Two, una novela sobre la sociedad utópica donde la conducta de cada persona se establece mediante los principios del condicionamiento (1948). 
Su obra más importante fuel"Verbal Behavior", escrita en 1957. En ella describe como la adquisición del lenguaje tiene lugar sobre la base de su función y no a su forma, según los principios de reforzamiento social. Este ensayo es la base de las actuales terapias ABA para la adquisición del lenguaje en niños con Autismo u otras dificultades.
También escribió su propia biografía, particulars of my Life (1976); a este le siguió una segunda autobiografía The Shapping of a Behaviorist.
Para Skinner el aprendizaje se daba por medio de refuerzos, el sugería los refuerzos positivos, al igual que Pavlov llamó al reflejo condicionado proceso de aprendizaje.

### Jerome Bruner
En 1960, Bruner fundó el Centro de Estudios Cognitivos de la Universidad de Harvard y le dio un fuerte impulso a la psicología cognitiva para que fuese considerada como disciplina científica.
Bruner mantuvo la regla básica de la ciencia: observar los fenómenos, y a partir de esa observación, elaborar las conclusiones.

#### Trabajo
Las teorías de Bruner tienen como punto de referencia a Vygotsky y Piaget.
Para Piaget, el desarrollo del lenguaje constituye un subproducto del desarrollo de otras operaciones cognitivas no lingüísticas. Bruner piensa que esta teoría tiene el defecto de que no establece una correlación entre el desarrollo del lenguaje y el desarrollo cognitivo.
Con la psicología soviética tiene puntos en común, pero el punto más fuerte de unión entre la teoría de Vygotsky y la de Bruner, es que para ambos, la interacción y el diálogo son puntos clave en su teoría.
Comparten la idea de que muchas de las funciones intrapersonales, tienen su origen en contextos interpersonales.
Muchos teóricos procedentes del campo de la ciencia, también han tenido una enorme influencia en el desarrollo de su teoría.
Su teoría es radicalmente social, son las interacciones con los adultos las que constituyen la clave que explicaría la adquisición del lenguaje.
Para Bruner, el niño no adquiere las reglas gramaticales partiendo de la nada, sino que antes de aprender a hablar, aprende a utilizar el lenguaje en su relación con el mundo. El lenguaje se aprende usándolo de forma comunicativa, la interacción de la madre con el niño es lo que hace que se pase a lo lingüístico; en estas interacciones, se dan rutinas en las que el niño incorpora expectativas sobre los actos de la madre y aprende a responder a ellas. Estas situaciones repetidas son llamadas formatos.
El formato más estudiado por Bruner ha sido el del juego, en el que se aprenden las habilidades sociales necesarias para la comunicación antes de que exista el lenguaje. Los adultos emplean estrategias a las conductas del bebé y se sitúan por encima de lo que le permiten sus competencias.
Este concepto es conocido como andamiaje y es una de las claves dentro de las nuevas teorías del aprendizaje.

#### Obras
Entre sus obras destacan:
A study of thinking (1956), The process of education (1960), Toward a theory of instrucción (1966), Studies in cognitive growth (1966)
La postura que mantiene Bruner sobre los problemas de la educación se puede resumir así: “si quieres saber cómo aprenden los alumnos en el aula, estúdialos en la escuela y no pierdas el tiempo estudiando palomas o ratas”.
Bruner defiende la posibilidad de que los niños vayan más allá del aprendizaje por condicionamiento. Para Bruner el niño desarrolla su inteligencia poco a poco en un sistema de evolución, dominando primero los aspectos más simples del aprendizaje para poder pasar después a los más complejos.